# Super Bowl of Poker
Super Bowl of Poker (também conheciudo por Amarillo Slim's Super Bowl of Poker ou SBOP) foi um torneio de pôquer disputado nos anos de 1980, sendo o segundo principal torneio do mundo.

## Resultados
| Ano  | Vencedor            | Prêmio   | Inscritos  | Local                       | Resultados | Ref    |
| ---- | ------------------- | -------- | ---------- | --------------------------- | ---------- | ------ |
| 1979 | George Huber        | $150 000 | 30 (7)     | Hilton Hotel, Las Vegas, NV | Resultados | [ 1 ]  |
| 1980 | Gabe Kaplan         | $190 000 | ca 25 (2)  | Sahara, Reno NV             | Resultados | [ 2 ]  |
| 1981 | Junior Whited       | $130 000 | 26 (3)     | Sahara, Reno NV             | Resultados | [ 3 ]  |
| 1982 | Ed Stevens          | $195 000 | ca 51 (4)  | Sahara, Lake Tahoe          | Resultados | [ 3 ]  |
| 1983 | Hans "Tuna" Lund    | $275 000 | ca 50 (7)  | [b]                         | Resultados | [ 4 ]  |
| 1984 | Stu Ungar           | $275 000 | ca. 50 (7) | [b]                         | Resultados | [ 5 ]  |
| 1985 | Mickey Appleman (4) | $205 000 | 41 (7)     | [b]                         | Resultados | [ 6 ]  |
| 1986 | Billy Walter        | $175 000 | ca 52 (9)  | [b]                         | Resultados | [ 7 ]  |
| 1987 | Jack Keller         | $220 000 | ca 44 (7)  | Ceasars Las Vegas           | Resultados | [ 8 ]  |
| 1988 | Stu Ungar†* (5)     | $210 000 | 42 (7)     | Caesars Las Vegas           | Resultados | [ 9 ]  |
| 1989 | Stu Ungar           | $205 000 | 41 (2)     | Caesars Las Vegas           | Resultados | [ 10 ] |
| 1990 | T.J. Cloutier       | $240 000 | 48 (7)     | Caesars Las Vegas           | Resultados | [ 11 ] |
| 1991 | Jack Keller         | $52 250  | 12 (3)     | Flamingo Laughlin           | Resultados | [ 12 ] |